# Ключ 183
Ключ 183 (иер. 飛) со значением «летать», 183 по порядку из 214 традиционного списка иероглифических ключей, используемых при написании иероглифов. Записывается 9 штрихами.
В словаре Канси под этим ключом содержится 92 иероглифа (из 49 030).

Вид ключа в Цзягувэнь
Вид ключа в большой печати Чжуаньшу
Вид ключа в малой печати Чжуаньшу

## Примеры иероглифов
| Доп. черты | Иероглифы |
| ---------- | --------- |
| 0          | 飛 飞     |
| 12         | 飜        |
| 18         | 飝        |